# Laktac
Laktac je naselje u općini Hrvace, u Splitsko-dalmatinskoj županiji. 

## Zemljopis
Naselje se nalazi u blizini Perućkog jezera u podnožju padina Debelog brda na pola puta između naselja Dabar i Kosore.

## Stanovništvo
U 1869. i 1921. podaci su sadržani u naselju Dabar. Do 1900. iskazivano kao dio naselja. 
| broj stanovnika | 164   |       | 7     | 204   | 257   | 291   |       | 282   | 275   | 321   | 163   | 121   | 123   | 124   |       | 2     | 5     |
|                 | 1857. | 1869. | 1880. | 1890. | 1900. | 1910. | 1921. | 1931. | 1948. | 1953. | 1961. | 1971. | 1981. | 1991. | 2001. | 2011. | 2021. |

Prezimena stanovnika u selu su:
- Bodrožić,
- Bogovac,
- Borković,
- Katić,
- Kovačić,
- Miljković,
- Peović i
- Vinčić.

Premda u naselju tijekom popisa stanovništva 2001. godine nije popisan niti jedan stanovnik u selu ima nekoliko stanovnika koji se bave poljoprivredom i stočarstvom.  